# Vikash Dhorasoo
Vikash Dhorasoo (Harfleur, 10 oktober 1973) is een voormalig Frans voetballer. Hij was een middenvelder die ook speelde voor het nationale team van Frankrijk. Dhorasoo is van Mauritiaanse afkomst. Zijn godsdienst is het hindoeïsme.

## Clubcarrière
Zijn voetballoopbaan begon bij Le Havre AC waar hij vijf jaar speelde (1993-1998). Dhorasoo ontwikkelde zich tot een goede middenvelder en speelde daarna voor Olympique Lyon (1998-2001 en 2002-2004), Girondins de Bordeaux (2001-2002) en AC Milan (2004-2005). Met Lyon werd Dhorasoo twee keer landskampioen. Vanaf 2005 kwam hij uit voor Paris Saint-Germain, waarmee hij in zijn eerste seizoen de Coupe de France (Franse cup) won, in de finale werd rivaal Olympique Marseille verslagen.
In januari 2008 kondigde hij aan dat hij per direct zijn carrière beëindigd had. Vlak daarvoor had hij besloten om niet in zee te gaan met de Franse tweede divisionist Grenoble.

## Interlandcarrière
In 1999 maakte Dhorasoo zijn debuut voor Frankrijk. Maar basisspeler was hij niet, met onder andere Zinédine Zidane en Patrick Vieira als concurrenten. Dhorasoo werd geselecteerd voor het WK 2006. Hij speelde achttien wedstrijden voor Frankrijk en scoorde één keer. Hij nam met Frankrijk deel aan de Olympische Spelen van 1996 in Atlanta, Verenigde Staten.
| Interlands van Vikash Dhorasoo voor Frankrijk | Interlands van Vikash Dhorasoo voor Frankrijk | Interlands van Vikash Dhorasoo voor Frankrijk | Interlands van Vikash Dhorasoo voor Frankrijk | Interlands van Vikash Dhorasoo voor Frankrijk | Interlands van Vikash Dhorasoo voor Frankrijk |
| №                                             | Datum                                         | Wedstrijd                                     | Uitslag                                       | Competitie                                    | Goals                                         |
| --------------------------------------------- | --------------------------------------------- | --------------------------------------------- | --------------------------------------------- | --------------------------------------------- | --------------------------------------------- |
| 1                                             | 27 Mar 1999                                   | Frankrijk – Oekraïne                          | 0–0                                           | EK-kwalificatie                               |                                               |
| 2                                             | 09 Jun 1999                                   | Andorra – Frankrijk                           | 0–1                                           | EK-kwalificatie                               |                                               |
| 3                                             | 08 Sep 2004                                   | Faeröer – Frankrijk                           | 0–2                                           | WK-kwalificatie                               |                                               |
| 4                                             | 09 Feb 2005                                   | Frankrijk – Zweden                            | 1–1                                           | Vriendschappelijk                             |                                               |
| 5                                             | 26 Mar 2005                                   | Frankrijk – Zwitserland                       | 0–0                                           | WK-kwalificatie                               |                                               |
| 6                                             | 30 Mar 2005                                   | Israël – Frankrijk                            | 1–1                                           | WK-kwalificatie                               |                                               |
| 7                                             | 31 May 2005                                   | Frankrijk – Hongarije                         | 2–1                                           | Vriendschappelijk                             |                                               |
| 8                                             | 17 Aug 2005                                   | Frankrijk – Ivoorkust                         | 3–0                                           | Vriendschappelijk                             |                                               |
| 9                                             | 03 Sep 2005                                   | Frankrijk – Faeröer                           | 3–0                                           | WK-kwalificatie                               |                                               |
| 10                                            | 07 Sep 2005                                   | Ierland – Frankrijk                           | 0–1                                           | WK-kwalificatie                               |                                               |
| 11                                            | 08 Oct 2005                                   | Zwitserland – Frankrijk                       | 1–1                                           | WK-kwalificatie                               |                                               |
| 12                                            | 12 Oct 2005                                   | Frankrijk – Cyprus                            | 4–0                                           | WK-kwalificatie                               | Goal                                          |
| 13                                            | 09 Nov 2005                                   | Frankrijk – Costa Rica                        | 3–2                                           | Vriendschappelijk                             |                                               |
| 14                                            | 12 Nov 2005                                   | Frankrijk – Duitsland                         | 0–0                                           | Vriendschappelijk                             |                                               |
| 15                                            | 01 Mar 2006                                   | Frankrijk – Slowakije                         | 1–2                                           | Vriendschappelijk                             |                                               |
| 16                                            | 27 May 2006                                   | Frankrijk – Mexico                            | 1–0                                           | Vriendschappelijk                             |                                               |
| 17                                            | 13 Jun 2006                                   | Frankrijk – Zwitserland                       | 0–0                                           | WK-eindronde                                  |                                               |
| 18                                            | 18 Jun 2006                                   | Frankrijk – Zuid-Korea                        | 1–1                                           | WK-eindronde                                  |                                               |

## Clubstatistieken
| Seizoen | Club                  | Duels | Goals | Competitie |
| ------- | --------------------- | ----- | ----- | ---------- |
| 1993/94 | Le Havre AC           | 8     | 0     | Frankrijk  |
| 1994/95 | Le Havre AC           | 30    | 2     | Frankrijk  |
| 1995/96 | Le Havre AC           | 30    | 0     | Frankrijk  |
| 1996/97 | Le Havre AC           | 36    | 0     | Frankrijk  |
| 1997/98 | Le Havre AC           | 34    | 2     | Frankrijk  |
| 1998/99 | Olympique Lyon        | 34    | 2     | Frankrijk  |
| 1999/00 | Olympique Lyon        | 32    | 0     | Frankrijk  |
| 2000/01 | Olympique Lyon        | 27    | 3     | Frankrijk  |
| 2001/02 | Olympique Lyon        | 0     | 0     | Frankrijk  |
| 2001/02 | Girondins de Bordeaux | 24    | 1     | Frankrijk  |
| 2002/03 | Olympique Lyon        | 36    | 2     | Frankrijk  |
| 2003/04 | Olympique Lyon        | 31    | 4     | Frankrijk  |
| 2004/05 | AC Milan              | 12    | 0     | Italië     |
| 2005/06 | Paris Saint-Germain   | 34    | 0     | Frankrijk  |
| 2006/07 | Paris Saint-Germain   | 3     | 0     | Frankrijk  |
| 2007    | Livorno Calcio        | 0     | 0     | Italië     |

## Erelijst
- Landskampioen Frankrijk: 2002/2003, 2003/2004
- Coupe de la Ligue: 2000/2001, 2001/2002
- Franse Supercup: 2003
- Coupe de France: 2005/2006